# Gonomyia dischidia
Gonomyia dischidia är en tvåvingeart som beskrevs av Alexander 1978. Gonomyia dischidia ingår i släktet Gonomyia och familjen småharkrankar. Inga underarter finns listade i Catalogue of Life.